# Conrad Eckhard

Conrad Eckhard

Conrad Eckhard (* 1. März 1822 in Homberg (Efze); † 28. April 1905 in Gießen) war ein deutscher Physiologe. Er war langjähriger Professor für Anatomie und Physiologie an der Universität Gießen und publizierte gelegentlich mit Sigmund Exner. Zu seinen Schülern zählten Hermann Welcker (1822–1897) und Ferdinand Adolf Kehrer (1837–1914). Im Jahr 1883 wurde Eckhard zum Mitglied der Leopoldina gewählt.

## Schriften
- Die chemische Reizung der motorischen Froschnerven;
- Über die Einwirkung der Temperaturen des Wassers auf die motorischen Nerven. C.F. Winter, Heidelberg 1850 (Volltext in der Google-Buchsuche).
- Grundzüge der Physiologie des Nervensystems
- Experimentalphysiologie des Nervensystems; 1866, Reprint 2007 ISBN 3-8364-0604-7
- Erste neurophysiologische Versuche zur Erektion